# Scott Cunningham
Scott Douglas Cunningham (Royal Oak, 27 de junho de 1956 - San Diego, 28 de março de 1993) foi um escritor norte-americano. Cunningham escreveu mais de 50 livros abrangendo o campo de religiosidade, bruxaria e prática de magia, sendo que 16 de seus livros foram publicados pela editora americana Llewellyn Publications. 
Os livros de Scott refletem um amplo leque de interesses dentro da Nova Era, onde foi considerado um dos maiores expoentes da Wicca. 
Após um longo período de doença, Scott morreu em 28 de março de 1993.

## Obras
- Guia Essencial da Bruxa Solitária
- A Verdade sobre a Bruxaria Moderna (Brasil) ou A verdade sobre a magia das ervas (Portugal) (1999);
- Magia Natural: Rituais e Encantamentos da Tradição
- Enciclopédia de Cristais, Pedras Preciosas e Metais
- Sonhando com os Deuses
- Vivendo a Wicca: Guia Avançado para o Praticante Solitário (Brasil) ou Práticas de Wicca: guia de iniciação (Portugal)
- Enciclopédia de Wicca na Cozinha
- Livro Completo de Óleos, Incensos e Infusões
- A verdade Sobre a Bruxaria (1999)
- Magia Natural: Rituais e Encantamentos da Tradição
- Casa Mágica
- O Livro das Sombras
- Terra, ar, fogo e água: o poder transformador da energia (2000)